# 2157 Ашбрук
2157 Ашбрук (2157 Ashbrook) — астероїд головного поясу, відкритий 7 березня 1924 року.
Тіссеранів параметр щодо Юпітера — 3,307.